# Ortapayam Hanı
Die Karawanserei des Ortapayam Hanı (auch Kireçli Han) gehört zu den seldschukischen Karawanenstationen der Kesikbeli-Karawanenroute des 13. Jahrhunderts zwischen dem Zentrum der Rum-Seldschuken in Zentralanatolien, Konya, und den Hafenstädten Alanya und Antalya am Mittelmeer. Sie war die achte Karawanserei auf dieser Karawanenroute etwa 65 km südwestlich von Beyşehir südlich des İlçe-Zentrum Derebucak (Provinz Konya) an der neuen Fernstraße (Gembos Yolu) von Beyşehir nach Akseki bzw. Manavgat. Die Ortapayam-Karawanserei südlich Derebucak ist ein Beispiel einer nur teilweise erhaltenen Karawanserei zwischen Kubadabad und Alanya aus der Seldschukenzeit. 
Die Karawanserei des Ortapayam-Hans liegt auf etwa 1150 m Höhe an der Straße von Derebucak nach İbradı (Aydınkent) zwischen Derebucak Tol Hanı und Eynif Tol Han. im nördlichen Teil der Gembos-Ebene (Gembos Ovası, auch Kembos Ovası), eine 42 km² großen langgestreckten Karstsenke (Polje). Das Gebäude der Karawanserei hat einen rechteckigen Grundriss in Ost-West-Richtung. Der Eingang des Baus, der aus einem einzigen Innenraum besteht, erfolgt von Süden. Die Südfassade wird von rechteckigen Strebepfeilern getragen. Das Mauerwerk der Karawanserei ist eine mit Schutt gefüllten Mörtelwand, die von außen mit bearbeiteten Steinen verblendet ist. Aus dem zweiten Bogen im Süden geht hervor, dass es sich um ein einziges Gewölbe handelte und die Decke von Steinbögen getragen wurde. Die Ortapayam-Karawanserei hat Ähnlichkeit mit dem Şarapsa Han und dem Derebucak Tol Han, die in der ersten Hälfte des 13. Jahrhunderts mit vergleichbarem Grundriss erbaut wurden.